# Bruine grasuil
De bruine grasuil (Rhyacia simulans) is een nachtvlinder uit de familie van de uilen (Noctuidae). De wetenschappelijke naam van deze soort is als Phalaena simulans voor het eerst geldig gepubliceerd door Michael Denis en Ignaz Schiffermüller  in 1775.

## Beschrijving
De voorvleugellengte bedraagt tussen de 17 en 21 millimeter. De grondkleur van de voorvleugels is licht grijsbruin. De tekening is tamelijk fijn donkergrijs. De binnenste dwarslijn is dubbel en valt daardoor goed op. De achtervleugel is licht grijsbruin met over het grootste deel van de vleugel een donkergrijze waas.
De rups is lichtbruin met een lichter gekleurde rugstreep en aan beide zijden daarvan een rij donkerbruine vlekjes. Hij wordt 45 tot 48 mm lang.

## Levenscyclus
De rups van de bruine grasuil is te vinden van september tot april en overwintert. Als waardplanten worden diverse kruidachtige planten en grassen gebruikt. De vlinder kent één generatie die vliegt van juni tot halverwege oktober. Tamelijk kort na het uitkomen zoeken de vlinders een koele plaats om te overzomeren, bijvoorbeeld in schuurtjes of tunnels, waarna ze in de nazomer weer vliegen.

## Voorkomen
De soort komt verspreid voor van het westen van Noord-Afrika en Europa tot Centraal-Azië. De begrenzing in Azië is niet precies bekend doordat de soort Rhyacia arenacea is afgesplitst. De bruine grasuil is in Nederland en België een zeldzame soort. 